# Casato di Palatinato-Zweibrücken
Il Casato di Palatinato-Zweibrücken o Casato di Pfalz-Zweibrücken era una famiglia dell'alta nobiltà tedesca-palatina, ramo cadetto dei Wittelsbach. Esso derivò da un figlio cadetto di Stefano di Wittelsbach del Casato del Palatinato-Simmern e dall'eredità portata da sua moglie, Anna di Veldenz. Prese il suo nome dalla Contea palatina del Palatinato-Zweibrücken.
Questo casato ha dato origine a due rami cadetti, il Palatinato-Zweibrücken-Kleeburg che regnò in Svezia, e il Palatinato-Zweibrücken-Birkenfeld che salì al trono di Baviera con il re Massimiliano I.

## Sovrani svedesi del casato

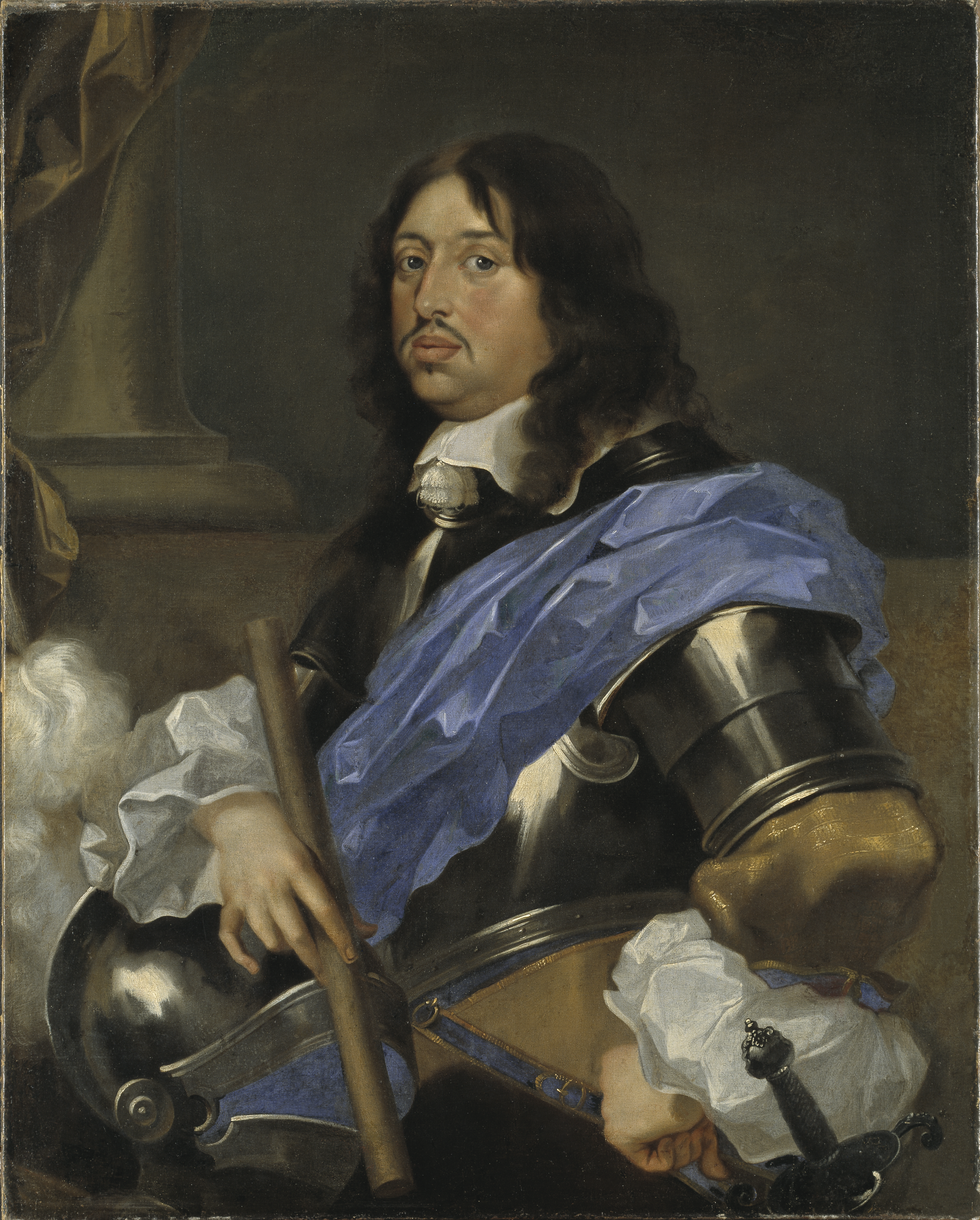
Carlo X Gustavo

Dopo che Cristina di Svezia, ultima regina svedese del Casato di Vasa, si fu convertita al Cattolicesimo ed ebbe abdicato e lasciato il Paese, ascese al trono il cugino Carlo, che divenne re Carlo X.
- Carlo X Gustavo di Svezia (1654-1660)
- Carlo XI di Svezia (1660-1697)
- Carlo XII di Svezia (1697-1718)
- Ulrica Eleonora di Svezia (1719-1720)

Ad Ulrica Eleonora successe il marito Federico I di Svezia, del Casato di Assia-Kassel; lei morì di vaiolo nel 1741 senza figli.

## Re e reggenti di Baviera del casato

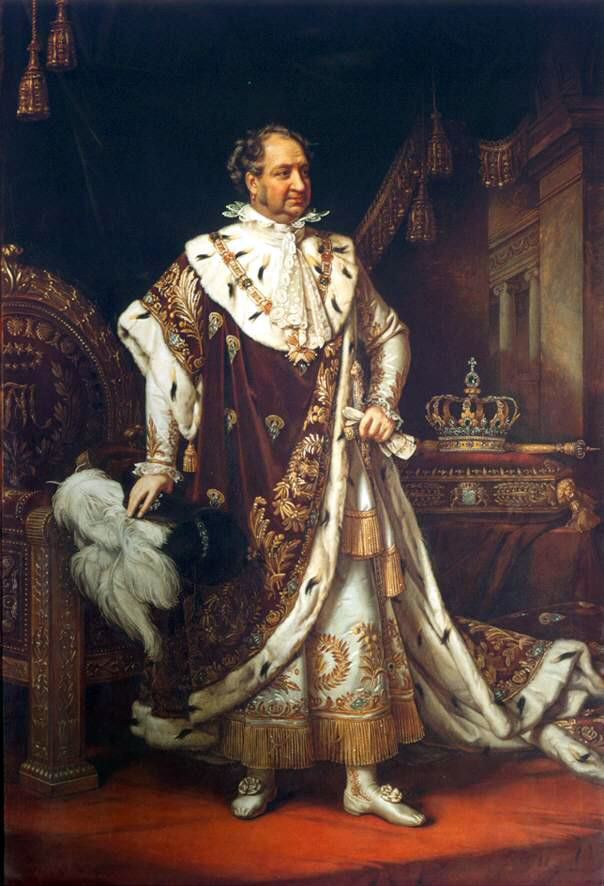
Massimiliano I di Baviera

- 1805-1825 Massimiliano I (dal 1799 al 1805 come Principe elettore e Duca di Baviera, con il nome di Massimiliano IV Giuseppe)
- 1825-1848 Luigi I
- 1848-1864 Massimiliano II
- 1864-1886 Luigi II
- 1886-1913 Ottone
  - 1886-1912 Leopoldo di Baviera, reggente
  - 1912-1913 Principe Ludovico di Baviera, reggente
- 1913-1918 Luigi III